# Mia Sara
Mia Sarapocciello (Brooklyn Heights (New York), 19 juni 1967) is een Amerikaans actrice met een Italiaanse achtergrond. Ze is de dochter van een fotograaf en een styliste. Sara is gehuwd geweest met Jason Connery, zoon van Sean Connery. Haar huidige echtgenoot is Brian Henson, zoon van Jim Henson. Ze won een Saturn Award voor "Beste Actrice" van de Academy of Science Fiction, Fantasy & Horror Films voor haar rol in de film Timecop.

## Filmografie
- Bibsys: 8039763
- Biblioteca Nacional de España: XX1173996
- Bibliothèque nationale de France: cb14032345m (data)
- Gemeinsame Normdatei: 1013159233
- International Standard Name Identifier: 0000 0001 2072 7133
- Library of Congress Control Number: no99008512
- Nationale Bibliotheek van Tsjechië: xx0163430
- Nationale Bibliotheek van Polen: a0000001843342
- Nederlandse Thesaurus van Auteursnamen: 073173770
- Système universitaire de documentation: 121171086
- Virtual International Authority File: 61174021
- WorldCat: E39PBJgXdjPbdp6jYCTpxHJbh3